# The Danger Mark
The Danger Mark è un film muto del 1918 diretto da Hugh Ford.

## Trama
Figli di un alcolizzato, Geraldine e Scott Seagrave ereditano il vizio del padre e, dopo la sua morte, sono tenuti in isolamento nella tenuta di famiglia. Quando Geraldine guarisce, viene organizzato un party per festeggiarla ma uno dei suoi pretendenti, Jack Dysart, la fa bere di nuovo. Sylvia, sorella di Duane Mallett, un vecchio amico di Geraldine, è innamorata di Jack e chiede aiuto a Geraldine. La ragazza convince Jack a sposare Sylvia e lei, invece, accetta la proposta di matrimonio di Duane che l'aiuta a uscire definitivamente dal tunnel dell'alcoolismo.

## Produzione
Il film fu prodotto dalla Famous Players-Lasky Corporation. La sceneggiatura è tratta dal romanzo The Danger Mark di Robert W. Chambers pubblicato a New York nel 1909.

## Distribuzione
Distribuito dalla Famous Players-Lasky Corporation, il film - presentato da Adolph Zukor - uscì nelle sale cinematografiche statunitensi il 7 luglio 1918.